# Верхньоланнівська волость
Верхньоланнівська волость — адміністративно-територіальна одиниця Костянтиноградського повіту Полтавської губернії з центром у селі Верхня Ланна.
Станом на 1885 рік складалася з 5 поселень, 5 сільських громад. Населення — 5648 осіб (1970 чоловічої статі та 1983 — жіночої), 633 дворових господарств.
|                     | Площа, десятин | У тому числі орної, дес. |
| ------------------- | -------------- | ------------------------ |
| Сільських громад    | 5566           | 3720                     |
| Приватної власності | 18883          | 6743                     |
| Іншої власності     | —              | —                        |
| Загалом             | 24449          | 11113                    |

Основні поселення волості:
- Верхня Ланна — колишнє власницьке село при балці Ланній за 12 верст від повітового міста, 504 особи, 88 дворів, постоялий будинок, 9 вітряних млинів.
- Мар'янівка — колишнє власницьке село при балці Ковцурівці, 740 осіб, 114 дворів, постоялий будинок, 2 лавки, 19 вітряних млини.
- Нижня Ланна — колишнє власницьке село при балці Ланній, 1126 осіб, 192 двори, постоялий будинок, 19 вітряних млинів.
- Тишенківка — колишнє власницьке село при балці Тишенковій, 1125 осіб, 164 двори, постоялий будинок, 2 лавки, 16 вітряних млини.